# Keble Valley
Das Keble Valley ist ein Tal auf der antarktischen Ross-Insel. Es verläuft von einer neuseeländischen Station am Kap Bird landeinwärts in südöstlicher Richtung. Das eisfreie Tal besteht aus Basalt- und Wurfschlackemoränen und ist von Bachläufen durchzogen. Hier wachsen Moose und Algen.
Das New Zealand Antarctic Place-Names Committee benannte es 2001 nach dem Keble College der University of Oxford.